# Ormosia furibunda
Ormosia furibunda är en tvåvingeart som beskrevs av Alexander 1954. Ormosia furibunda ingår i släktet Ormosia och familjen småharkrankar. Inga underarter finns listade i Catalogue of Life.